# Liste der Naturdenkmale in Mühltal
Die Liste der Naturdenkmale in Mühltal nennt die in Mühltal im Landkreis Darmstadt-Dieburg in Hessen gelegenen Naturdenkmale. Sie sind nach § 28 Bundesnaturschutzgesetz (BNatschG) geschützt.
| Bild                          | Bezeichnung         | Ortsteil, Lage                                 | Beschreibung                                | Art | Nr. |
| ----------------------------- | ------------------- | ---------------------------------------------- | ------------------------------------------- | --- | --- |
| mehr Fotos \| Fotos hochladen | Auf der Schmallert  | Nieder-Ramstadt 49° 49′ 8,4″ N, 8° 42′ 25,2″ O | Vogelschutzgehölz.                          |     |     |
| Fotos hochladen               | Billersteine        | Waschenbach 49° 47′ 45,6″ N, 8° 42′ 3,6″ O     | geologisches Naturdenkmal (Gabbrofelswand). |     |     |
| mehr Fotos \| Fotos hochladen | Gipfel des Glockert | Waschenbach 49° 48′ 32,4″ N, 8° 42′ 57,6″ O    | Vogel- und Wildschutzgehölz.                |     |     |
| mehr Fotos \| Fotos hochladen | Magnetsteine        | Nieder-Beerbach 49° 47′ 13,2″ N, 8° 40′ 4,8″ O | geologisches Naturdenkmal.                  |     |     |

## Belege
1. ↑  
Karte "Umweltschutz". BürgerGIS Landkreis Darmstadt-Dieburg. Landkreis Darmstadt-Dieburg, abgerufen am 4. April 2020.
2. ↑  
Verordnung zur Sicherung von Naturdenkmalen im Landkreis Darmstadt. (pdf; 8 kB) Der Kreisausschuß als Untere Naturschutzbehörde, 25. Juni 1956, abgerufen am 21. Juli 2016.
3. 1 2  
Verordnung zur Sicherung von Naturdenkmalen im Landkreis Darmstadt. (pdf; 26 kB) Kreisamt Darmstadt, 4. Mai 1938, abgerufen am 21. Juli 2016.
4. ↑  
Verordnung zur Sicherung von Naturdenkmalen im Landkreis Darmstadt. (pdf; 15 kB) Der Landrat des Landkreises Darmstadt als untere Naturschutzbehörde, 8. September 1951, abgerufen am 21. Juli 2016.

- Karte mit allen Koordinaten:
- OSM |
- WikiMap